# Sůl nad zlato (film)
Sůl nad zlato (slovensky Soľ nad zlato, italsky Il principe del sale, anglicky The Salt Prince) je koprodukční pohádkový film natočený na motivy stejnojmenné pohádky Pavla Dobšinského v roce 1982. Film natočil režisér Martin Hollý. V hlavních rolích hráli Libuše Šafránková, která ztvárnila princeznu Marušku a solného prince hrál Gábor Nagy.

## Děj filmu
Bylo jedno království, kterému vládl král Pravoslav, jeho žena již zemřela a zanechala mu tři krásné dcery, ale žádného syna. Království má tedy zdědit jedna z jeho dcer. První dvě princezny Vanda a Barbora měly rády bohatství. Nejmladší Maruška milovala pravé hodnoty. Nastal čas, aby se jeho dcery vdaly a jedna z nich usedla na trůn. Král měl nejradši Marušku, protože byla nejvíce podobná své matce. Pravoslav se chtěl rozhodnout spravedlivě. Rozhodl, že každá z dcer mu poví jakou lásku k němu chová. Která ho bude milovat nejvíc, ta bude vládnout království. První dvě dcery otci řekly, že ho milují jako zlato, víc než všechny poklady světa. Vybraly si za manžele bojechtivé muže. Maruška si vybrala solného prince a otci řekla, že ho miluje jako sůl. Nedošla však pochopení. Otec ji vyhostil ze zámku s tím, že se královnou stane, až bude sůl vzácnější než zlato. Solný princ byl svým otcem solným králem proměněn v solný sloup a království Pravoslavovo prokleto - všechna sůl se změnila ve zlato. Prvotní euforie z bohatství postupně vyprchává. Jídlo je nechutné, lid se bouří a prchá z království - lidé jsou nemocní. Maruška prokáže svou upřímnou a nezištnou lásku, vysvobodí solného prince, zlomí prokletí otcova království a stane se královnou.

## Obsazení
| Karol Machata          | král Pravoslav     |
| Libuše Šafránková      | princezna Maruška  |
| Gábor Nagy             | solný princ        |
| Ladislav Chudík        | král podzemí       |
| Zuzana Kocúriková      | princezna Vanda    |
| Dietlinde Turban       | princezna Barbora  |
| Ľubomír Paulovič       | princ Kazimír      |
| Juraj Kukura           | král Norbert       |
| Diethard Kirschlechner | Argonit            |
| Jozef Kroner           | šašek              |
| Viera Strnisková       | matka víl          |
| Vlasta Fabiánová       | pěstounka          |
| Tibor Bogdan           | rádce              |
| Anton Šulík            | kuchař             |
| Ján Kramár             | velitel stráže     |
| Juraj Paška            | ceremoniář         |
| Anton Korenčí          | pokladník          |
| Milan Kiš              | klenotník          |
| Ivan Krivosudský       | zahradník          |
| Boris Farkaš           | cizí princ         |
| Jaroslav Rozsíval      | obchodník se solí  |
| Helena Húsková         | královská švadlena |

## Technické údaje
- Rok výroby: 1982
- Premiéra: 1. srpna 1983
- Zvuk: zvukový (mono)
- Barva: barevný
- Jazyk: slovenština
- Délka: 84 min.
- Druh filmu: pohádka
- Země původu: Československo (Slovenská filmová tvorba Koliba), NSR (Omnia Film München)
- Exteriéry: Praha, Brno, Rožňava, Súľov, Vývrať, Lednice, Domica, Křivoklát, Pernštejn, Červený Kameň, Demänovská ľadová jaskyňa, Lakšárska Nová Ves
- Premiéra: 27. února 1983

### Výrobní štáb
- Režie: Martin Hollý
- Architekt: Juraj Červík
- Návrhy kostýmů: Theodor Pištěk
- Střih: Maximilián Remeň
- Vedoucí výroby: Štefan Gašparík